# Johannes Nathan
Johannes (Johann) Nathan (Endenich (Duitsland), 1833 – Maastricht, 31 oktober 1860) is de laatste persoon die in Nederland is geëxecuteerd (met uitzondering van de Tweede Wereldoorlog en de bijzondere rechtspleging nadien).

## Levensloop
Johann Nathan was handelaar en steenbakker en had in Duitsland al drie veroordelingen op zijn naam staan. Hij trouwde in 1857 en woonde met zijn vrouw in bij zijn schoonouders in Broeksittard.

## Misdaad
Nathan had geregeld aanvaringen met zijn schoonmoeder. Op 25 november 1859 wachtte hij zijn schoonouders op langs de weg van Echt naar Broeksittard. Hij wist dat zijn schoonouders in Echt een varken hadden verkocht voor 200 gulden. Hij sloeg zijn schoonmoeder, de toen 68-jarige Sophia Driessen-Corsten, dood. Zijn schoonvader wist te ontkomen.

## Executie
Zijn gratieverzoek werd afgewezen door de koning, omdat men van mening was dat zijn (zeer late) bekentenis onvolledig en zijn berouw onoprecht was. Op 30 oktober 1860, om 4 uur 's middags, kreeg Nathan dit te horen.
Op 31 oktober 1860 werd hij door scherprechter Dirk Jansen uit Amsterdam in het openbaar op de Markt in Maastricht opgehangen. 
Achteraf zou dit de laatste voltrekking van de doodstraf in Nederland in vredestijd zijn. In 1870 werd de doodstraf in Nederland in vredestijd afgeschaft.

## Overig
De bewering in de Historische Encyclopedie Maastricht dat Nathan van Joodse afkomst was, is zeer waarschijnlijk onjuist. In Endenich woonde al voor 1800 een katholieke familie Nathan. Johann werd door paters bijgestaan en door een kapelaan naar het schavot begeleid. Ten tijde van zijn executie was hij 27 jaar oud.